# Distretto di Khemarat
Il distretto di Khemarat (in thailandese: เขมราฐ) è un distretto (amphoe) della Thailandia, situato nella provincia di Ubon Ratchathani.